# Lago di Llangorse

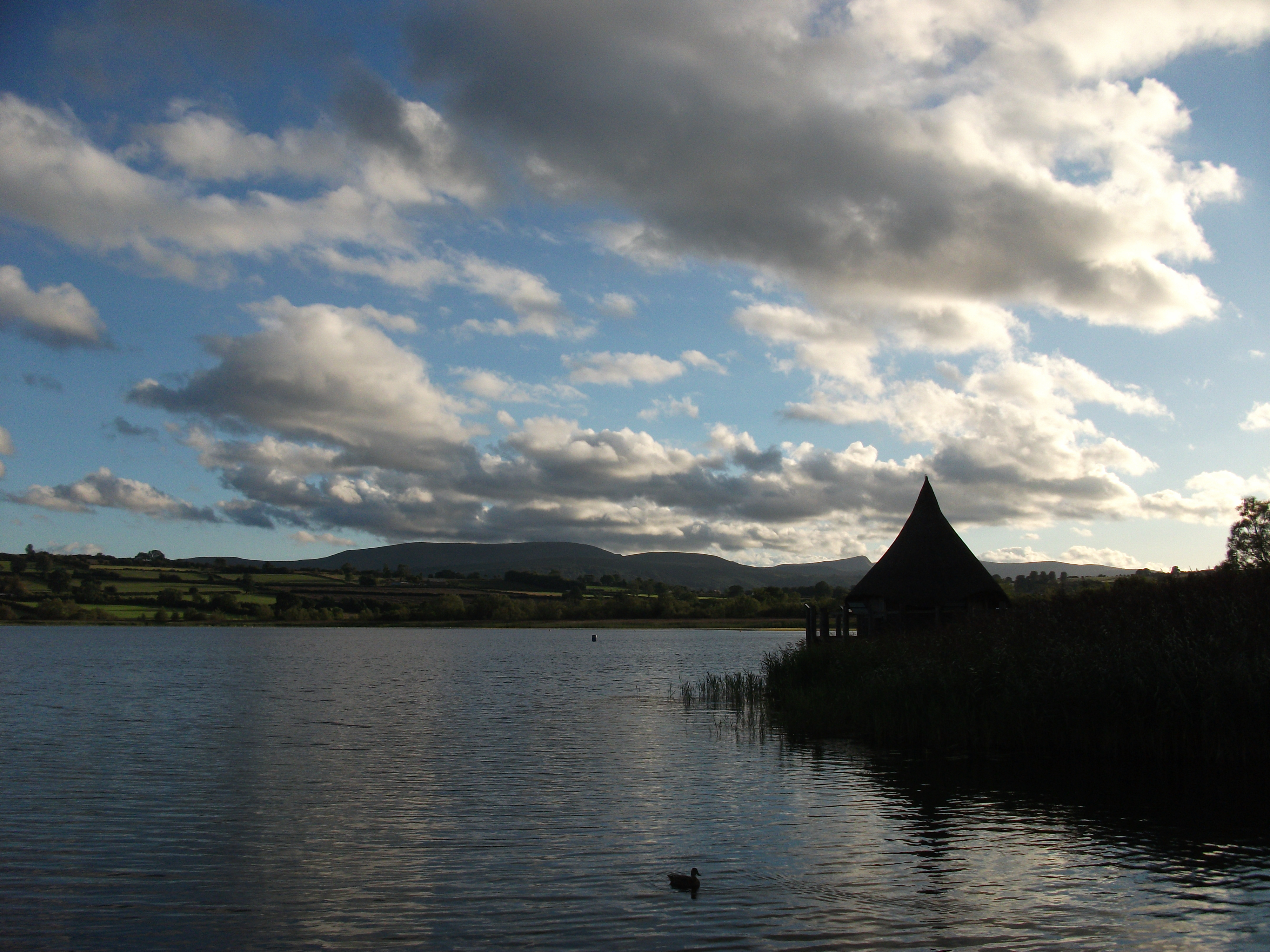
Il lago, con, sullo sfondo, il crannóg

Il lago di Llangors(e) (in inglese: Llangors(e) Lake; in gallese: Llyn Syfaddan o Llyn Syfaddon) è un lago del Galles sud-orientale, situato nell'area del parco nazionale di Brecon Beacons, nei pressi di Llangors (o Llangorse, secondo la forma anglicizzata), villaggio del Brecknockshire (ora Powys) da cui prende il nome. Con i suoi 1,32 km² di superficie, è il più grande lago naturale del Galles meridionale e in assoluto il secondo lago naturale più grande del Galles, dopo il Lago di Bala, nel Gwynedd.
Il lago di Llangorse è un luogo classificato di primo grado come sito di particolare interesse scientifico (dal 1954).

## Etimologia
Il nome in gallese Llyn Syfaddan significa letteralmente "lago dell'isola sommersa" e fa riferimento ad una leggenda, diffusa da Giraldo del Galles, secondo cui nelle profondità del lago si nasconderebbe un'antica città.

## Geografia

### Collocazione
Il lago si trova a circa mezzo miglio a sud del villaggio di Llangors/Llangorse e a sei miglia ad est di Brecon.

### Dimensioni
Il largo misura 1,32 km² di superficie, ha una circonferenza di cinque miglia, una lunghezza pari ad 1 miglio e una profondità massima di 8,5 m. Giace a 154 m sul livello del mare.

### Località
- Llangors/Llangorse, situata a nord del lago[7],
- Llangasty-Talyllyn, situata lungo la sponda meridionale del lago[7]

## Geologia
Il Lago di Llangorse si formò dal movimento di un ghiacciaio.

## Storia
La zona attorno al lago di Llangorse fu abitata sin dall'epoca preistorica, data l'abbondanza di acqua e cibo a cui si poteva attingere.
Il lago è menzionato nel Medioevo come zona abbondante di pesci ed è citato nel XII secolo da Giraldo del Galles con il nome anglosassone di Brecknock Mere.

## Flora & Fauna

### Flora
Lungo il lago di Llangors crescono almeno 23 specie di piante rare nel resto del Galles, di cui 15 rare anche nel resto del Brecknockshire.
Vi si possono trovare alberi quali l'ontano e il salice.

### Fauna
Sulle sponde del lago, che fanno parte della Llangasty Nature Reserve, transitano numerosi uccelli migratori. Il lago è inoltre abbondante di pesci.
Nella zona è inoltre la Cordulegaster boltonii, la più grande specie di libellula che vive in Gran Bretagna.

## Archeologia

### Ilcrannóg
Sul lago di Llangorse, a 20-30 m dalla riva, si trova l'unico esempio di crannóg (abitazione lacustre su piattaforma/isola artificiale) rinvenuto in Galles.
Il crannóg, scoperto nel 1868 e riportato alla luce da scavi effettuati tra il 1989 e il 1994, è databile tra l'889 e l'893 d.C..
Tutto ciò che rimane del crannóg, il cui perimetro è costituito da pali in quercia appuntiti con un'ascia di metallo è ora una pila di canne, ma si ritiente che all'inizio del Medioevo vi sorgessero numerose abitazioni e che il sito fosse il centro principale dell'antico regno di Brycheiniog (da cui: Brecknock, Brecon).

### Altri rinvenimenti
Attorno al lago è stata inoltre rinvenuta nel 1925 una canoa risalente all'incirca all'800 d.C. e conservata ora nel Brecknock Museum di Brecon.

## Leggende

### Il mostro del lago
Secondo una leggenda, sul lago vivrebbe un afanc, ovvero un mostro lacustre della mitologia gallese, di nome Gorsey. Il mostro è citato per la prima volta in un poema del XV secolo composto da Lewys Glyn Cothi.

## Turismo
Il lago è una meta favorita dagli amanti della natura, del birdwatching e degli sport acquatici.